# Fond (cuisine)
Pour les articles homonymes, voir fond.

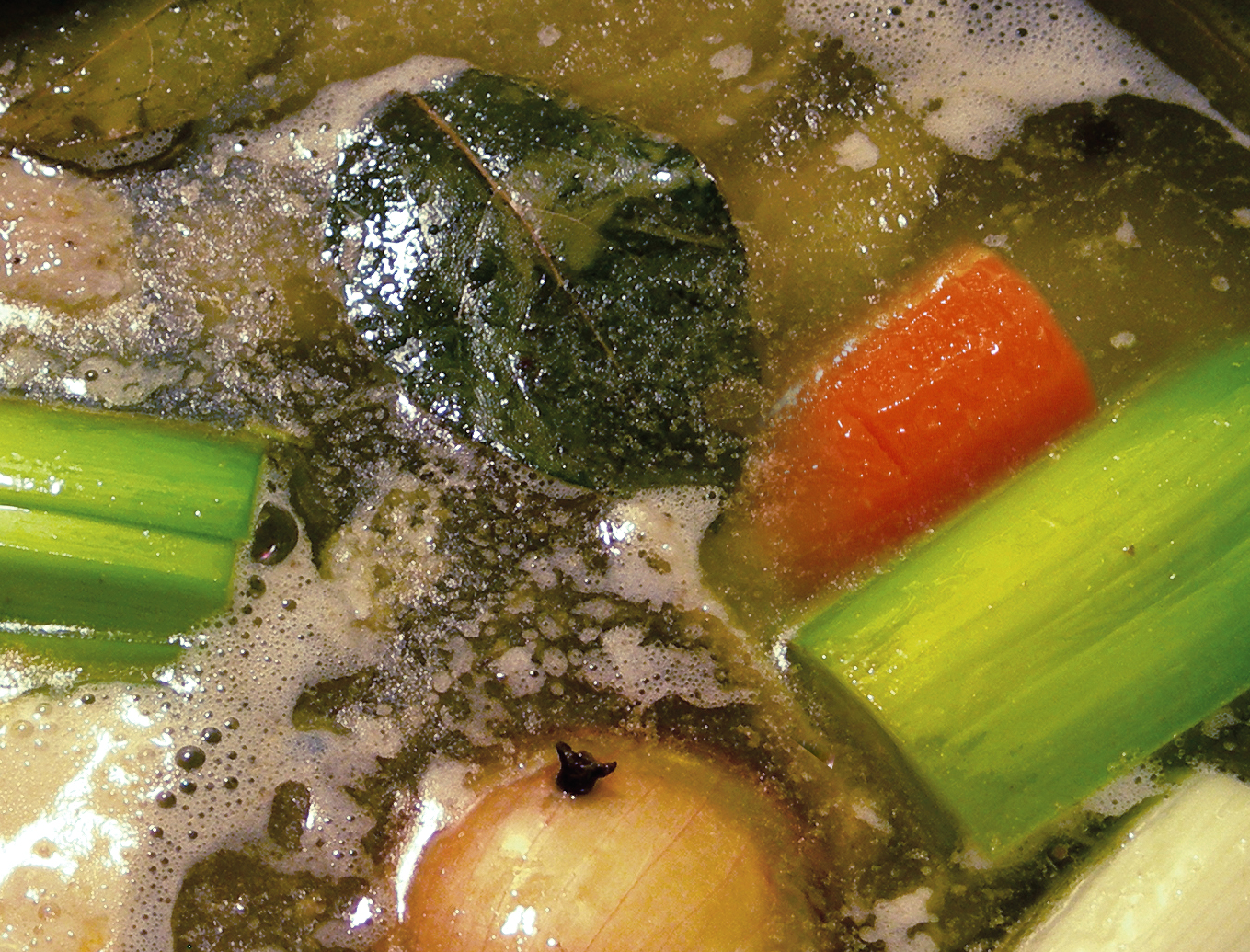
Fond blanc en cours de coction.

Un fond est, en cuisine, un bouillon, généralement à base de veau ou de volaille et d’une garniture aromatique, réduit pour en augmenter la consistance et qui sert généralement à la préparation des sauces.
Le fond blanc est réalisé avec du veau ou de la volaille et quelques légumes pour l’arôme. Il sert à préparer la sauce blanche ou allemande, l'aurore, la poulette, etc. 
Le fond brun est généralement réalisé avec du bœuf (parfois avec du veau) et des légumes brunis pour préparer les sauces brunes (meurette, espagnole, bordelaise, etc.) Les fonds préparés à partir de poisson sont nommés « fumets ».
Aujourd’hui, il se trouve pour des raisons pratiques, mais également sanitaires, sous forme de poudre, notamment les extraits de viande.